# Cassandra Tuffnail
Pas d'image ? Cliquez ici

a Compétitions nationales et continentales officielles uniquement.

b Matchs officiels uniquement.
Cassandra Tuffnail, née le 12 avril 1998 à Heidelberg (Canada), est une joueuse internationale canadienne de rugby à XV évoluant au poste de pilier. Elle joue en Angleterre, aux Ealing Trailfinders.

## Biographie
Cassandra Tuffnail naît le 12 avril 1998 à Heidelberg en Ontario au Canada,. Elle pratique d'abord le hockey sur glace. Elle découvre plus tard le rugby à XV et va concilier pendant plusieurs années les deux disciplines. C'est à l'université qu'elle décide de se consacrer exclusivement au rugby, où elle peut d'avantage utiliser ses capacités physiques, le hockey féminin se jouant sans contacts. Elle joue pendant cinq saisons à l'Université de Guelph, où elle évolue d'abord en troisième ligne. En 2019, elle est repositionnée en deuxième ligne puis se spécialise en première ligne.
Diplômée en cinétique humaine et souhaitant continuer à jouer au plus haut niveau possible, elle part faire un master en kinésithérapie à Londres, à l'université Brunel, qui dispose d'un programme rugby de haut niveau. Elle joue en semaine avec l'équipe universitaire et le week-end avec un club où elle est prêtée, au Ruislip RFC puis au Richmond FC (en). En mars 2023 à Madrid, elle est sélectionnée pour la première fois en équipe du Canada et gagne sa première cape face à l'Afrique du Sud. Cependant elle se blesse et ne joue pas la Pacific Four Series.
Son master terminé, et le département rugby de l'université étant dirigé par Giselle Maher, c'est en toute logique qu'elle signe aux Ealing Trailfinders à l'orée de la saison 2023-2024. À l'automne, elle rate la première édition du WXV pour cause de blessure. Au mois d'avril 2024, elle est sélectionnée pour disputer la Pacific Four Series mais elle se blesse avant le rassemblement et doit être remplacée par Mya Brubacher,.